# Beachvolleyboll
Beachvolleyboll, även beachvolley eller strandvolleyboll, (av engelskans beach volleyball, "strandvolleyboll") är en variant av volleyboll som spelas på sand.  I beachvolleyboll är man två spelare i varje lag. För att kompensera den mindre möjligheten att täcka upp hela planen spelas beachvolleyboll med en avsevärt långsammare boll och på en något mindre spelplan än traditionell volleyboll. Vidare finns begränsande regler för precisionsslag för att göra det svårare att placera bollen utom räckhåll för motståndarna. Beachvolleyboll är en olympisk sport sedan 1996 men har spelats betydligt längre än så.
Organisatoriskt sorterar beachvolleyboll under volleyboll. Internationella volleybollförbundet beslutade i mars 2012 att avskaffa det dittillsvarande kravet på att spelare skulle utöva sporten i bikini/baddräkt eller badbyxor.

## Historia
Beachvolleybollen föddes i USA under 1900-talet. Till en början var det ett tidsfördriv i Kalifornien under 1920-talet i väntan på rätt vågor för surfarna på Kaliforniens stränder. Först under 1930-talet bestämde man sig för att spela två mot två, tidigare hade man spelat enligt volleybollens vanliga sex-mot-sex bestämmelser. Ungefär samtidigt som sporten fick sitt fäste i Kalifornien började man även spela beachvolley på Hawaii. De här tydliga surfinfluenserna kan man se i sporten än idag. 
Fram till 1970-talet var det en fritidssport men under 1970-talet tog sporten en mer kommersiell vändning och sponsorer började intressera sig för sporten. Det resulterade i en av de första tävlingarna med prispengar inom beachvolleyboll. Den hölls i San Diego, USA och efter detta följde flera i fotspåren. Två år senare anordnades ett större mästerskap i USA som lockade mer än 30000 besökare. Det första SM-slutspelet spelas i Falkenberg 1978.
1980-talet tar de brasilianska stränderna beachvolleyn till sig och allt större evenemang börjar arrangeras. I USA startas en professionell tour och i slutet på 80-talet inleds det som idag är FIVB World Tour. Denna utveckling ger resultat i och med att sporten vid OS i Atlanta 1996 för första gången finns med på det olympiska programmet.

## Utöva sporten året runt
Beachvolleyboll i Sverige har en tämligen kort säsong. Att spela utomhus kan man max göra 4-5 månader om året vilket gör det svårt att stanna i Sverige och utvecklas. Det arrangeras därför träningsläger utomlands och på flera olika orter i Sverige idag finns det inomhushallar avsedda endast för beachvolleyboll. Detta har varit och är viktiga faktorer för sportens utveckling i Sverige.

### Beachhallar

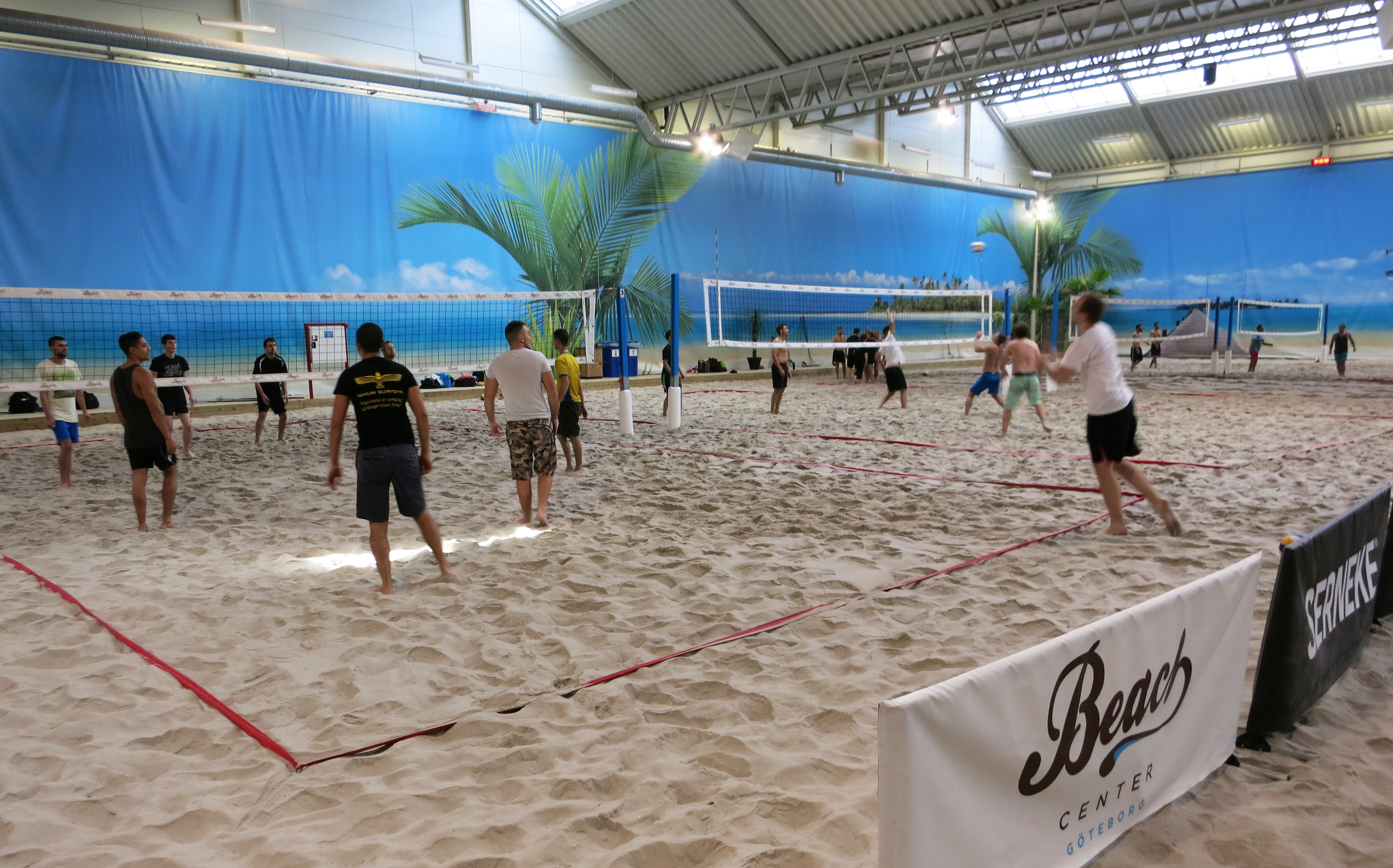
Beach Center, Göteborg.

- Beach Center (Kviberg, Göteborg), är världens största inomhusanläggning med sina 16 inomhusbanor, och har ytterligare 8 banor utomhus.
- The Beach (Huddinge) har 10 inomhusbanor och 7 banor utomhus.
- Stockholm beach club (Sollentuna) har 6 banor inomhus.
- Bellevuestadion (Malmö), erbjuder tre inomhusbanor utöver deras övriga idrottsutrymmen utanför Malmö.
- IKSU (Umeå), en idrottsanläggning med fyra banor.
- Korpen Sporthuset Alderholmen (Gävle)
- BV-ladan (Älvkarleö), här har Älvkarleby Idrottsklubb en plan.
- Falköping Beachvolleyhall, där det finns tre banor.
- Beach Arena, Linköping, där det finns tre banor.

## Internationella tävlingar

### Volleyball World Beach Pro Tour
Den internationella touren heter Volleyball World Beach Pro Tour och har funnits sedan 2022. Den föregicks av FIVB Beach Volleyball World Tour som funnits sedan 1989 på herrsidan och 1992 på damsidan. Touren består av tävlingar på tre nivåer: Elite16, Challenger och Future där Elite16 är tävlingarna med högst status. Touren avslutas med en tourfinal. 

### OS
Beachvolleyboll har funnits vid olympiska spelen sedan Olympiska sommarspelen 1996 i Atlanta och de första OS-gulden togs på damsidan av det brasilianska paret Jackie Silva och Sandra Pires medan herrguldet kammades hem av två av de största beachvolley spelarna genom tiderna, Karch Kiraly och Kent Steffes. Till OS kvalar de 24 högst rankade lagen in enligt Internationella Förbundets olympiska kvalifikationsturneringar. I regel är dessa samma som FIVB World Tour tävlingar och man samlar rankingpoäng på World Tour för att kvalificera sig till OS. Värdnationen är garanterad ett lag i turneringen och ett land kan inte delta med mer än två lag i ett OS.

### VM
Beachvolleybollens VM är ett evenemang som återkommer vartannat år och har gjort så sedan 1997 då det första officiella Världsmästerskapet hölls i Los Angeles. Dessförinnan hade Rio de Janeiro arrangerat inofficiella VM sedan 1987. 

### Kontinentala mästerskap
Det finns kontinetala mästerskap på flera av kontinenterna (i övriga fall finns tourer). europamästerskapen har hållits sedan början av 1990-talet, asiatiska mästerskapet (inklusive Oceanien) sedan 2000 och afrikanska mästerskapet (damer, herrar) sedan 2015.

### Multisporttävlingar
Beachvolleyboll är ofta en del av de större internationella multisporttävlingar som finns som |afrikanska spelen, asiatiska spelen, |europeiska spelen och sydamerikanska spelen. Det ingår också i medelhavsspelen och samväldesspelen.

### Nationella mästerskap
Nationella mästerskap förekommer i ett stort antal länder, bland annat Sverige.

### Nationella tourer
Förutom World Tour spelas det professionella beachvolleytourer i ett flertal länder runt om i världen. Den amerikanska touren, AVP, och den brasilianska touren, CBV räknas som de två främsta nationella tourerna men även den tyska touren, Smart Beach Tour, är framstående med mycket publik och stora prissummor. I Sverige finns Swedish Beach Tour.

## Hur man spelar beachvolleyboll

### Spelets idé
Beachvolley är ett lagspel, där lagen skiljs åt av ett nät. Spelet går ut att slå ner bollen på motståndarens planhalva. Det lag som lyckas med det vinner bollen. Spelets sätts igång genom att det lag som vann den senaste bollen servar. Lagen har sedan tre slag på sig för att slå bollen över nätet, inklusive block. Beachvolley spelas med händerna, men man får ta bollen med alla delar av kroppen.

### Spelplanen
Spelplanen är uppdelad i två planhalvor, var och en 8x8 meter. Lagen skiljs åt av ett nät. Man spelar på sand och sanddjupet bör vara minst 30 cm. Nätets övre höjd är 2,43 m för herrar och 2,24 för damer. Ungdomar spelar på 2,00-2,35 m, beroende på ålder. Nätet är 8,5 meter långt och 1 meter högt. Linjerna som markerar spelplanen ska vara 5 cm breda. Vid tävling ska det finnas en "fri zon" på  minst 3 meter åt alla håll och spelar man inomhus ska det vara fritt minst 7 meter uppåt.

### Regler
Varje lag består av två spelare. Det förekommer även varianter med tre och fyra spelare. Vid ungdomsspel rekommenderas tremannaspel och då kan man även ha avbytare. På planen har spelarna inga bestämda positioner, laget ska dock ha en bestämd serveordning. Bollen skall slås med ett kort tillslag, man får alltså inte hålla eller fösa bollen. Alla delar av kroppen får användas (förutom vid serve) vilket innebär att man till exempel kan rädda bollen med foten.
Max tre tillslag per lag är tillåtet och blockering räknas som ett slag. Laget som vinner bollen får poäng och rätten att serva. Om serverätten går över roterar laget som vann bollen och spelaren som står på tur går för att serva.
De vanligaste slagen är: 
- Serve: tillslag bakom baslinjen för att sätta igång spelet.
- Bagger: för servemottagning och räddning av bollen.
- Pass (fingerslag): för att förbereda anfall.
- Smash: för att slå ner bollen på motståndarens planhalva.
- Block: för att hindra smashen att gå över nätet.

### Regelskillnader mellan volleyboll och beachvolleyboll
- Ett beachvolleylag består av två spelare.
- Planen är 16 x 8 meter i beachvolleyboll mot 18 x 9 m i volleyboll
- I beachvolleyboll räknas block som ett slag, och laget har därför endast två tillslag kvar efter ett block. En spelare har rätt till ett tillslag efter egen block.
- Reglerna för bedömning av fingerslag ändras ganska ofta i beachvolley. Det som dock gäller generellt är att domarna är hårdare i sin bedömning av att fingerslagen i beachvolley skall vara mer tekniskt perfekta.

### Poängräkning
En match i tävlingssammanhang spelas i bäst av tre set. Första och andra set spelas till 21 poäng och det eventuella tredje och avgörande skiljesetet spelas till 15 poäng. Ett set måste alltid vinnas med två bollar (23-21, 28-26 etc.). Man byter planhalva under matchen vid var sjunde spelade poäng. Detta för att ingen ska få fördel av sol eller vind.

### Termer inom beachvolleyboll
- Cobra shot - ett kort, löst, överskruvat slag
- Cut shot - ett kort, sidskruvat, diagonalt slag
- Dig - försvarsräddning
- Digge - anfallsslag som slås diagonalt
- Floater - svävande serve där bollbanan är oförutsägbar
- Goldmine - serveess diagonalt
- Hard driven ball - hård smash
- Husband & Wife - serveess mellan spelarna där båda tror att den andre tar den
- Butterknife - serveess som skär rakt mellan spelarna
- Knuckle - ett slag med fingerknogarna
- Kongblock - enhandsblock
- One-two barbeque - två raka förluster i en tävling med dubbel eliminering
- Parre - anfallsslag som slås parallellt med sidlinjen
- Razorblade - serveess parallellt med sidlinjen
- Roof block (stuff block) - block där bollen går rakt ner på attackerande lags sida
- Sand toe - slå, snubbla på tårna i sanden
- Sideout - vinner rätten att serva
- Sixpack - bollen mitt i ansiktet
- Sky ball - en serve med väldigt hög bollbana där man utnyttjar sol och vind
- Spike - smash
- Tomahawk - räddning över huvudet med händerna ihopkopplade
- Rens, Inget - ropas av passaren för att meddela partnern att det inte är något block vid nät och att han ska slå ner bollen så hårt som möjligt

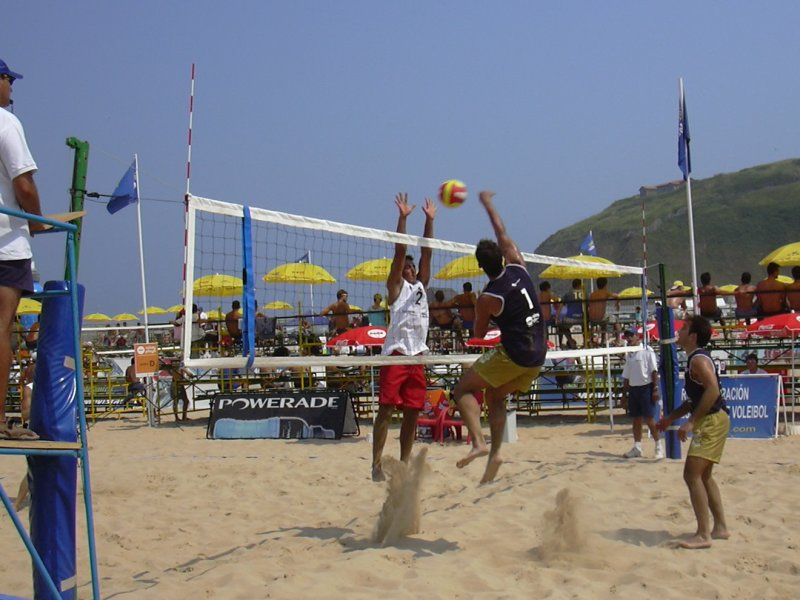
Spelare vid nät under spanska mästerskapen 2004.
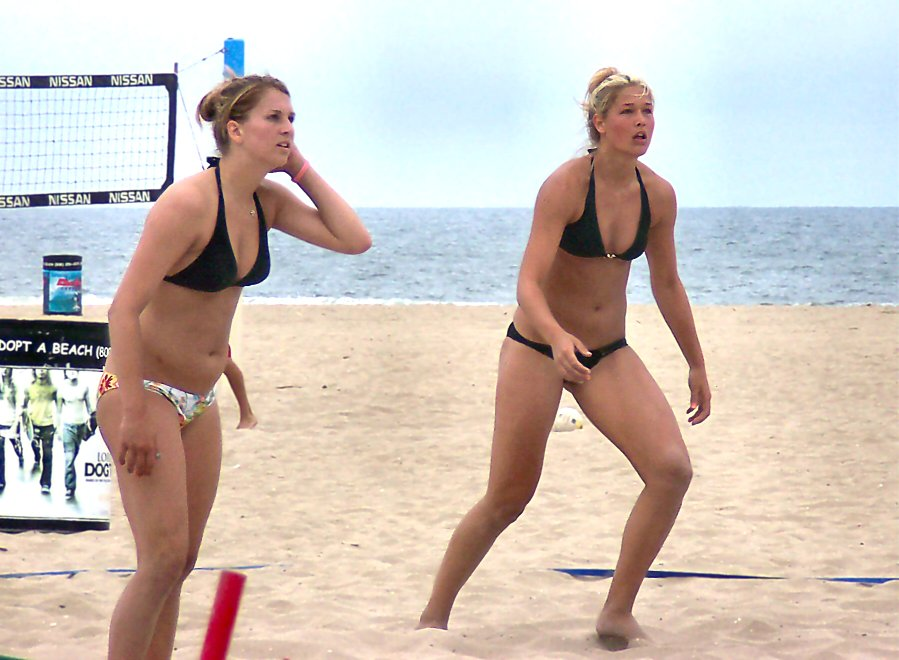
Kvinnliga beachvolleyspelare vid Huntington Beach i Kalifornien 2005.
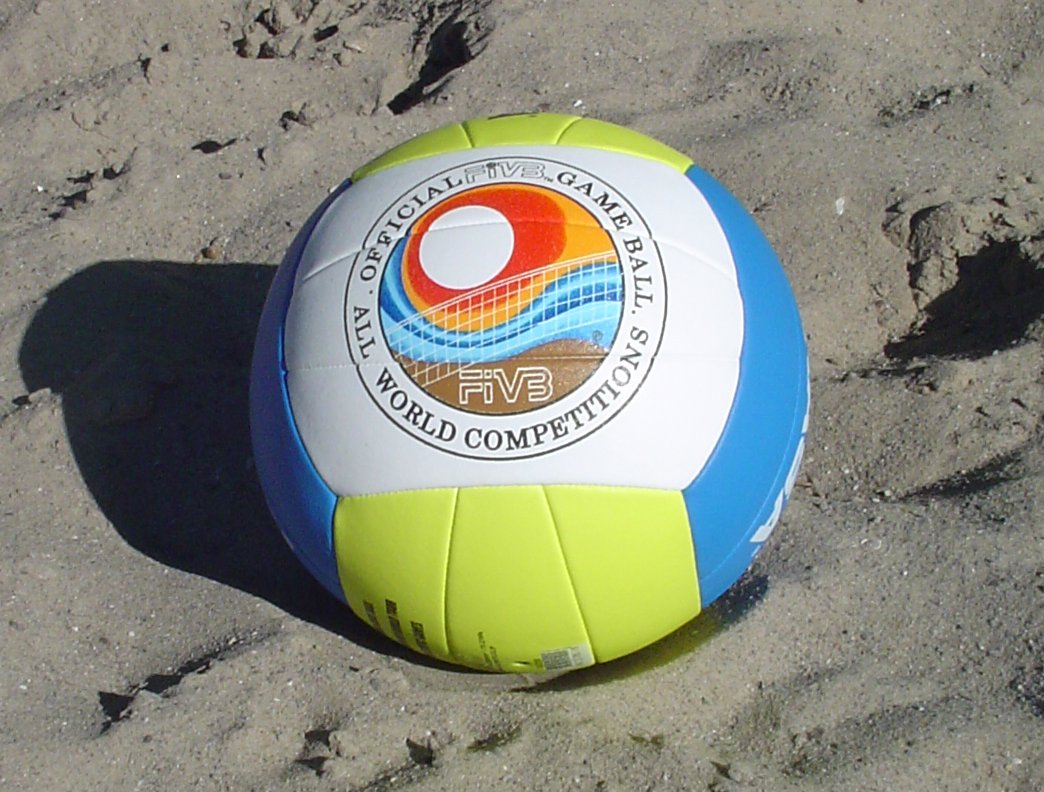
En beachvolleyboll.

## Taktik

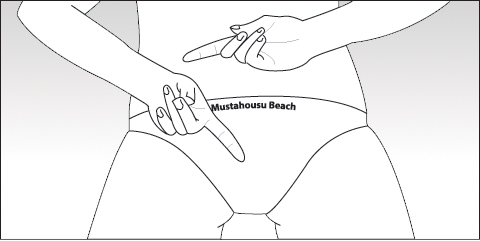
Visar tecken för parreblock mot både höger och vänster motspelare

För att på endast två personer kunna täcka upp en hel planhalva använder beachvolleyspelare tecken som visas bakom ryggen (av den spelare som inte servar till den servande medpelaren). Tecknen visas med hjälp av olika kombinationer med fingrarna. Vänster hand representerar vänster motspelare och vice versa. De vanligaste är tecknen är:
- Ett finger: Blockningen kommer att ske parallellt med sidlinjen (sk. "parreblock").
- Två fingrar: Blockningen kommer att ske diagonalt över spelplanen (sk. "digge").
- Knuten näve: Ingen block kommer att ske
- Öppen hand: Blockaren anpassar blocken efter hur motspelaren agerar

Personen kan även med en subtil rörelse med höger eller vänster hand visa vilken motspelare serven skall gå till.

## Spelvariant
En form av beachvolleyboll som snabbt blivit en populär publiksport är ”King of the Court”. Namnet kan kopplas till det engelska namnet på den gamla leken ”Herre på täppan”.
I korthet går spelet till så att 5 lag deltar i en tävling om 3 ronder, som spelas på en normal beachvolleyplan. Det är hela tiden två lag på plan, men så fort en boll förloras byts det förlorande laget ut mot ett annat som står i tur. Varje rond varar 15 minuter eller tills något lag har uppnått 15 poäng. De två första ronderna resulterar bägge i att laget med lägst poäng åker ut. I tredje ronden, som är finalen, deltar endast de tre återstående lagen. Det lag som till slut står som vinnare får titeln Kings of the Court eller Queens of the Court.
Poängräkningen skiljer sig på några punkter från den vanliga i beachvolleyboll. De snabba bytena av lag är en annan påfallande skillnad. Laget som för tillfället är ”herre på täppan” spelar på ”kungssidan”. De är kvar där så länge som de inte förlorar bollen. De andra lagen avlöser varandra på ”utmanarsidan”. Spelet blir som en serie av korta ”delmatcher” som alltid startar med en serve från utmanarlaget och slutar när något lag vunnit bollen. Antingen förlorar utmanarlaget, varvid de får lämna planen och ersätts av nästa lag, eller så vinner de, och får gå över till kungssidan.